# کیت ویکسون وافورد
کیت ویکسون وافورد (20 اکتبر 1894 - 31 اکتبر 1954)  یک معلم اهل کارولینای جنوبی بود. وقتی در سال ۱۹۲۲ به عنوان سرپرست مدارس استان لورن انتخاب شد، اولین زن منتخب در ایالت محسوب می‌شد. 
ووفورد در سال 1916 از دانشکده وینتروپ فارغ التحصیل شد  و سپس در دبیرستان لورن تدریس کرد.  در آغاز جنگ جهانی اول ، وی به عنوان یک زن به نیروی دریایی ایالات متحده پیوست ، یکی از اولین زنانی بود که در جنگ ثبت نام کرد. وی پس از جنگ به لورنس بازگشت و در سال 1922 به عنوان سرپرست مدارس انتخاب شد. او همچنین اولین زن در ایالت است که به سمت مقام های عمومی انتخاب شد. او دو دوره این سمت را بر عهده داشت. وی همچنین به عنوان نخستین رئیس انجمن معلمان ایالتی کارولینای جنوبی خدمت کرد ، و به عنوان مدیر مدرسه و همچنین معلم فعالیت کرد.  او تحصیلات خود را در دانشگاه کلمبیا ادامه داد و دکترا گرفت و سپس استاد و مدیر آموزش و پرورش روستایی در کالج معلمان دولت در بوفالو، نیویورک شد. او همچنین در دانشگاه فلوریدا تدریس می‌کرد ،  آموخت و دارای مدرک دانشگاهی از دانشگاه کرنل بود . 
وینتروپ دو کتاب با موضوع آموزش نوشت: آموزش نوین در مدرسه کوچک روستایی و تدریس در مدارس کوچک که مورد توجه منتقدان قرار گرفت.  انجمن ملی آموزش و پرورش هم آثار دیگری از او منتشر کرد.  او بسیاری آثار دیگر در این زمینه نوشت.  او یک گلف‌باز حرفه‌ای و گردآورنده عتیقه‌جات بود و برای این کار در لیست او چه کسی است، قرار گرفت. 